# BW Sculptoris
BW Sculptoris (BW Scl) – kataklizmiczna nowa karłowata położona w gwiazdozbiorze Rzeźbiarza. Gwiazda ta jest klasyfikowana jako kataklizmiczna typu WZ Sge.
BW Sculptoris była klasyfikowana jako zmienna nowopodobna. Jednak zaobserwowany 21 października 2011 roku jasny wybuch zmiennej zmienił jej klasyfikację. Wykonane obserwacje gwiazdy wskazują, że okres orbitalny trwa 78 minut. Równocześnie na krzywej blasku zaobserwowano ponadprogramowe silne wybrzuszenia o okresie 87 minutowych pulsów. Źródło tych pulsów nie zostało poznane, jednak mogą one pochodzić od niestabilności w dysku akrecyjnym.